# Campylobacterales
Campylobacterales är en ordning av proteobacteria. De bildar tillsammans med den lilla familjen Nautiliaceae underordningen epsilon subdivision.